# Théologie du corps
 (mars 2020).
Si vous disposez d'ouvrages ou d'articles de référence ou si vous connaissez des sites web de qualité traitant du thème abordé ici, merci de compléter l'article en donnant les références utiles à sa vérifiabilité et en les liant à la section « Notes et références ».
 (21 février 2022).
Sa qualité peut être largement améliorée en utilisant un vocabulaire plus directement compréhensible.
Théologie du corps est le titre d'une série de 129 catéchèses données par Jean-Paul II lors des audiences générales du mercredi, du 5 septembre 1979 au 28 novembre 1984. Il s’agit du premier enseignement majeur de son pontificat.
Le texte d'origine de ces catéchèses était entièrement rédigé avant que Karol Wojtyla devienne le pape Jean-Paul II. Le fait qu'il ait souhaité les rendre publiques en tant que pape et non en tant que théologien privé indique sa volonté que cet enseignement soit reçu comme un acte de son magistère  pontifical.

## Argument

### À l’image de Dieu homme et femme
Jean-Paul II centre tout d’abord son étude sur les premiers chapitres du livre de la Genèse. Il attire l’attention du lecteur sur trois expériences fondamentales, qui sont des expériences inscrites en tout homme : la solitude, l’unité et la nudité originelles.
Selon le pape, l’homme se découvre seul dans la création, distinct de tous les autres êtres visibles, et en même temps découvre qu’il est fait pour le don de lui-même à un autre. C’est aussi ce qu’affirme le concile Vatican II dans la constitution Gaudium et Spes : l’homme, parce qu’il est à l’image de Dieu qui est pur don, pure relation, « ne peut pleinement se trouver que par le don désintéressé de lui-même ». Pour Jean-Paul II, l’homme est appelé à vivre avec quelqu’un et pour quelqu’un, et cela fonde son humanité. Aussi, est-ce au moment de la création de l’être humain, comme homme et femme, et dans la communion des deux sexes[Quoi ?] que la création est achevée.
En outre, dans la communion dont l’homme et la femme sont capables, et qui est cause de la donation de la vie, Dieu se révèle dans son être intime : « Dieu créa l’homme à son image, à l’image de Dieu il le créa, homme et femme il les créa. ». Le corps a donc la vocation de permettre la communion de l’homme et de la femme et d’être ainsi image de la communion trinitaire des personnes divines : Père, Fils et Esprit-Saint. Jean-Paul II dit dans une de ses audiences : « Le corps en effet – et seulement lui – est capable de rendre visible ce qui est invisible : le spirituel et le divin. Il a été créé pour transférer dans la réalité visible du monde le mystère caché de toute éternité en Dieu et en être le signe visible. » Ainsi, la nudité à l’origine n’avait rien de honteux, mais révélait à l’homme et à la femme, la vocation de tout leur être. « Or tous deux étaient nus, l’homme et sa femme, et ils n’avaient pas honte l’un devant l’autre. »

### Les conséquences du péché originel sur les relations entre hommes et femmes
La première conséquence du péché originel concerne directement les rapports entre hommes et femmes. Ces rapports ont été brisés, tout d’abord parce que le regard des deux a changé. L’homme et la femme ont voulu cacher les signes sexuels de leurs corps, comprenant que ceux-ci pouvaient attirer des regards impurs réduisant leur personne à l’état d’objet dont on peut user ou se satisfaire. Ces regards, contre lesquels le Christ lui-même met sévèrement en garde, cherchent à prendre possession de l’autre là où il devrait y avoir un respect inconditionnel de l’autre comme un sujet libre. À cause de cela, les rapports entre hommes et femmes ne sont plus dans la dynamique du don réciproque, mais du prêt, du vol ou de l’échange. L’homme et la femme en viennent à se dominer mutuellement.
Cependant, tous deux, l’homme et la femme, gardent en eux le sentiment qu’ils sont faits pour plus grand, et la sexualité semble finalement un obstacle à l’amour[pourquoi ?], à la pureté, à la spiritualité, et à l’accomplissement personnel. Les époux peuvent vouloir chercher à l’extérieur du mariage le bonheur auquel ils tendent. L’homme et la femme en viennent enfin à accuser le corps des maux dont ils sont eux-mêmes responsables.
Jean-Paul II reprend ici une thèse qu’il avait déjà esquissée dans Amour et responsabilité et qu’il appelle loi du don, dérivée du second impératif catégorique de Kant selon lequel une personne ne peut jamais être traitée « simplement comme un moyen, mais toujours en même temps comme une fin ». Jean-Paul II en donne une version positive : « la personne est un bien tel que seul l’amour peut dicter l’attitude appropriée et valable à son égard ».

### La vocation au don «sponsal»
Cependant, le Christ vient racheter ce qui semblait perdu, et fait entrer le mariage, sacrement primordial, dans une toute nouvelle dimension de rédemption. Tout homme est appelé à se réaliser dans le don « sponsal »[Quoi ?] de lui-même. L’espérance des chrétiens, est dans la résurrection des corps. Dieu épousera alors toute l’humanité[pas clair] et la fera participer à sa vie même. Dieu se donnera à l’homme et viendra épuiser en lui toute soif de communion[pas clair]. Aussi, le mariage est destiné à nous préparer à cet état final[Lequel ?], en cultivant en nous ce désir de communion. Commentant le chapitre vingt-deux de l’Évangile selon saint Mathieu[réf. nécessaire], Jean-Paul II montre qu’il n’y a pour tout homme qu’une vocation, celle du don total et désintéressé de soi, à laquelle il est appelé à répondre de deux manières possibles[pourquoi ?] : le célibat consacré ou le mariage hétérosexuel. Tous deux sont complémentaires et essentiels, l’un à l’autre. Si le mariage  est un signe trinitaire[pas clair] (un amour qui donne la vie), le célibat consacré anticipe aussi ce qui sera donné dans  le Royaume, l’union totale à Dieu. Ainsi, les célibataires consacrés rappellent aux mariés la fin de leur mariage[pourquoi ?], et les mariés montrent l’incarnation de l’amour dans le don total d’eux-mêmes. Les deux états de vie ont une signification eschatologique.
C’est dans l’Épître aux Éphésiens que Jean-Paul II va trouver la norme du mariage chrétien. Paul préconise « que les femmes soient soumises à leurs maris comme au Seigneur […] maris, aimez vos femmes, comme le Christ a aimé l’Église : il s’est livré pour elle ». C’est sur ce modèle que les époux chrétiens, à l’aide de la grâce du sacrement, sont invités à conformer leur propre mariage. Et de même que le Christ s’est « livré pour l’Église, afin de la sanctifier », c’est à une œuvre de sanctification mutuelle que sont appelés les époux chrétiens. Le mariage comme sacrement de la nouvelle alliance devient image des épousailles mystiques du Christ avec l’Église. Or si le consentement mutuel est la forme du sacrement du mariage, sa matière est le corps des époux.[pas clair] C’est dans la consommation du mariage que le mariage est pleinement constitué. Le don des corps dans l’acte conjugal vient donc exprimer et réaliser le don mutuel que les époux font d’eux-mêmes et de toute leur vie. Le don des corps, en tant qu’il exprime le mariage, devient un acte liturgique.

### Le don sincère de soi-même
Par le don complet qu’ils font d’eux-mêmes dans le mariage et par le don aussi de leurs corps, « les époux tendent à la communion de leurs êtres en vue d’un mutuel perfectionnement personnel pour collaborer avec Dieu à la génération et à l’éducation de nouvelles vies ». C’est par et à travers l’exercice de la sexualité que les époux sont appelés à vivre la sainteté. Dans le langage des corps s’expriment l’amour, la fidélité et l’honnêteté. Jean-Paul II rappelle cependant que le « langage du corps » a des exigences s’il veut exprimer la vérité du don, et que le mariage, pour être la réponse réelle à une vocation, doit tendre constamment à se conformer aux épousailles du Christ et de l’Église. Cela a des conséquences concrètes, notamment en ce qui concerne la contraception. Pour Jean-Paul II, l’homme et la femme qui utilisent la contraception ne se donnent pas entièrement l’un à l’autre mais retiennent une part d’eux-mêmes, leur fécondité. Cela va surtout à l’encontre de la dignité de la personne humaine. En effet, l’homme et la femme, plutôt que de changer leur comportement pour s’adapter au rythme naturel de fécondité de la femme, interfèrent dans le processus de fécondation, pour ne pas avoir à changer leur comportement, et cela, au détriment bien souvent de la femme qui, étant toujours « disponible », peut être réduite à un objet dont l’homme peut jouir quand il en sent l’envie. Le souci de Jean-Paul II en matière de contraception n’est pas naturaliste, mais personnaliste. La dignité de la personne appelle à une procréation responsable, qui peut être vécue, selon Jean-Paul II et la tradition de l’Église, grâce aux méthodes naturelles de régulation des naissances[évasif]. Le respect du cycle et du corps de l’épouse est pour le mari, et pour tout le couple, un lieu d’apprentissage et de communication qui favorise de façon privilégiée l’intimité entre les époux. La procréation responsable peut aussi être comprise comme un appel, pour certains couples, à une plus grande générosité. De même qu’en Dieu, relation et vie sont inséparables — l’amour en Dieu étant créateur —, la signification unitive et la signification procréative ne peuvent être dissociées sans faire obstacle à la communion. Enfin, l’acte conjugal ne peut être bien vécu que dans le mariage où il manifeste et couronne justement le don que les époux font de leur personne et de leur vie.

## Autres textes de Jean-Paul II
La pensée de Jean-Paul II sur la sexualité, le mariage et la famille est encore développée dans plusieurs autres écrits, parfois avec de nouvelles perspectives. Les textes les plus significatifs à cet égard sont :
- Amour et responsabilité (en), ouvrage philosophique publié avant son pontificat,
- Familiaris consortio (en), sur le rôle de la famille dans le monde,
- Mulieris Dignitatem, sur la doctrine de l’Église vis-à-vis des femmes et leur statut dans l’Église.
- Lettre aux familles.

## LaThéologie du corpsaprès Jean-Paul II

### Diffuseurs et vulgarisateurs
Depuis la fin des années 1990, quelques auteurs ont commencé à écrire des livres de vulgarisation et à donner des conférences aux États-Unis, au Canada, en France, en Belgique, en Suisse et en Italie.
Aux États-Unis, Christopher West est l’un des premiers et principaux acteurs de la diffusion de la Théologie du corps. Il a donné des centaines de conférences, écrit six livres sur le sujet et donné des entrevues télévisées. Il fut conférencier aux JMJ de Madrid et de Sydney.
Michael Waldstein est également l’auteur d’une traduction complète des catéchèses du pape et de plusieurs articles sur le sujet. Waldstein a entre autres travaillé à montrer les liens qui rattachent la pensée de Jean-Paul II à celle de Jean de la Croix et de Thomas d’Aquin, et en quoi elle constitue également une réponse à la philosophie morale moderne, particulièrement celle de Emmanuel Kant et de Max Scheler.
En France, des laïcs, proches du Renouveau charismatique  et du Vatican sont à l'origine d'une initiative qui propose des week-end de découverte  de la théologie du corps.
Yves Semen est l’auteur de deux livres, La Sexualité selon Jean-Paul II et La Spiritualité conjugale selon Jean-Paul II (éd. Presses de la Renaissance 2004 et 2010), qui constituent à la fois une vulgarisation et un approfondissement de la pensée de Jean-Paul II sur le mariage et la sexualité. Il est également l’auteur de l’édition critique en langue française de l’ensemble des catéchèses de Jean-Paul II sur le sujet : La théologie du corps, l’amour humain dans le plan divin, aux éditions du Cerf (2014). Il a donné plusieurs centaines de conférences en France, en Belgique, en Suisse, en Italie et au Canada, a enregistré une douzaine d’émissions pour la télévision américaine EWTN et fondé à Lyon l’Institut de Théologie du Corps dont il est président.
La théologie du corps trouve aussi de plus en plus de défenseurs parmi les prêtres et les évêques.[réf. souhaitée] Jean Laffitte, évêque et secrétaire du Conseil Pontifical pour la famille accorde beaucoup d’attention à la diffusion de la Théologie du corps. Il a d’ailleurs publié, en collaboration avec Livio Melina, Amour conjugal et vocation à la sainteté. En France, les principaux soutiens se trouvent dans les communautés charismatiques, comme le Chemin Neuf ou les Béatitudes, mais aussi dans des institutions comme le Collège des Bernardins ou les Légionnaires du Christ.
Dans sa première encyclique Deus caritas est, Benoît XVI approfondit quelques thèses de la Théologie du corps de Jean-Paul II.

### Institut pontifical Jean Paul II pour les études sur le mariage et la famille
Même si l’expression « théologie du corps » renvoie spontanément à son enseignement, Jean-Paul II  lui-même semblait ne pas considérer celle-ci comme un champ d’étude comprenant les questions de la sexualité, du mariage et de la famille. Plusieurs instituts se consacrant à l’étude de la théologie du corps ont d’ailleurs été ouverts à Rome, à Washington, à Mexico, à Valence, à Salvador au Brésil, à Cotonou au Bénin, à Changanassery en Inde et à Melbourne. D’autres devraient ouvrir ou sont en attente de reconnaissance en Autriche et en Zambie.

### Analyse critique
Des sociologues ont étudié l'impact de cette théologie sur le catholicisme. C’est le cas de Céline Béraud qui a publié Quand les questions de genre travaillent le catholicisme.
Des théologiens catholiques n'hésitent pas à la critiquer. Dans La Croix, Elodie Maurot rapporte les propos de Philippe Bordeyne (président depuis 2021 de l'Institut pontifical de théologie Jean-Paul II), qui y voit « en quelque sorte une autoroute pour une pensée patriarcale », et ceux du psychanalyste Jacques Arènes y voit un « discours idéalisé et un peu iréniste ».
Georges Weidel, biographe du pape écritque la théologie du corps constituerait « une sorte de bombe à retardement qui pourrait exploser avec des effets spectaculaires, au cours du troisième millénaire de l'Église ».